# Gonnosuke Musō
Gonnosuke Musō (jap. 夢想權之助 Musō Gonnosuke) – żyjący na przełomie XVI i XVII w. samuraj z klanu Kuroda, założyciel tradycyjnej szkoły jōjutsu znanej jako Shintō-musō-ryū (jap. 神道夢想流 / 神道無想流). Pośmiertnie otrzymał imię Katsuyoshi (jap. 勝吉). 
Gonnosuke Musō rozpoczął naukę sztuk wojennych w jednej z najstarszych szkół – Tenshin Shoden Katori Shintō. Następnie zaczął naukę w szkole Kashima Jikishinkage, gdzie poznał sekretną metodę szkoły jednego miecza – ichi no tachi.
Spośród wielu różnych historii, które o nim opowiadają można wysnuć wniosek, że był doskonałym szermierzem. Najpewniej stoczył wiele pojedynków z czego przegrał podobno tylko jeden, z szermierzem Musashi Miyamoto.
Po przegranej, która wstrząsnęła nim do głębi, oddał się medytacjom w świątyni Homangu Kamado Shintō. Tam doznał oświecenia i uznał, że powiodłoby mu się, gdyby jako broni użył drewnianego kija, który nazwał później jō. Główną ideą tej broni była możliwość używania jej jak miecza (sposób uderzania, ruch rąk), przy czym miało się możliwość korzystania z dwóch jej końców niczym w bō.
Według legendy, gdy doszło do drugiego pojedynku między Gonnosuke Musō a Musashi Miyamoto, to walczący nowo wymyśloną metodą Gonnosuke, został zwycięzcą.